# Farine de sarrasin

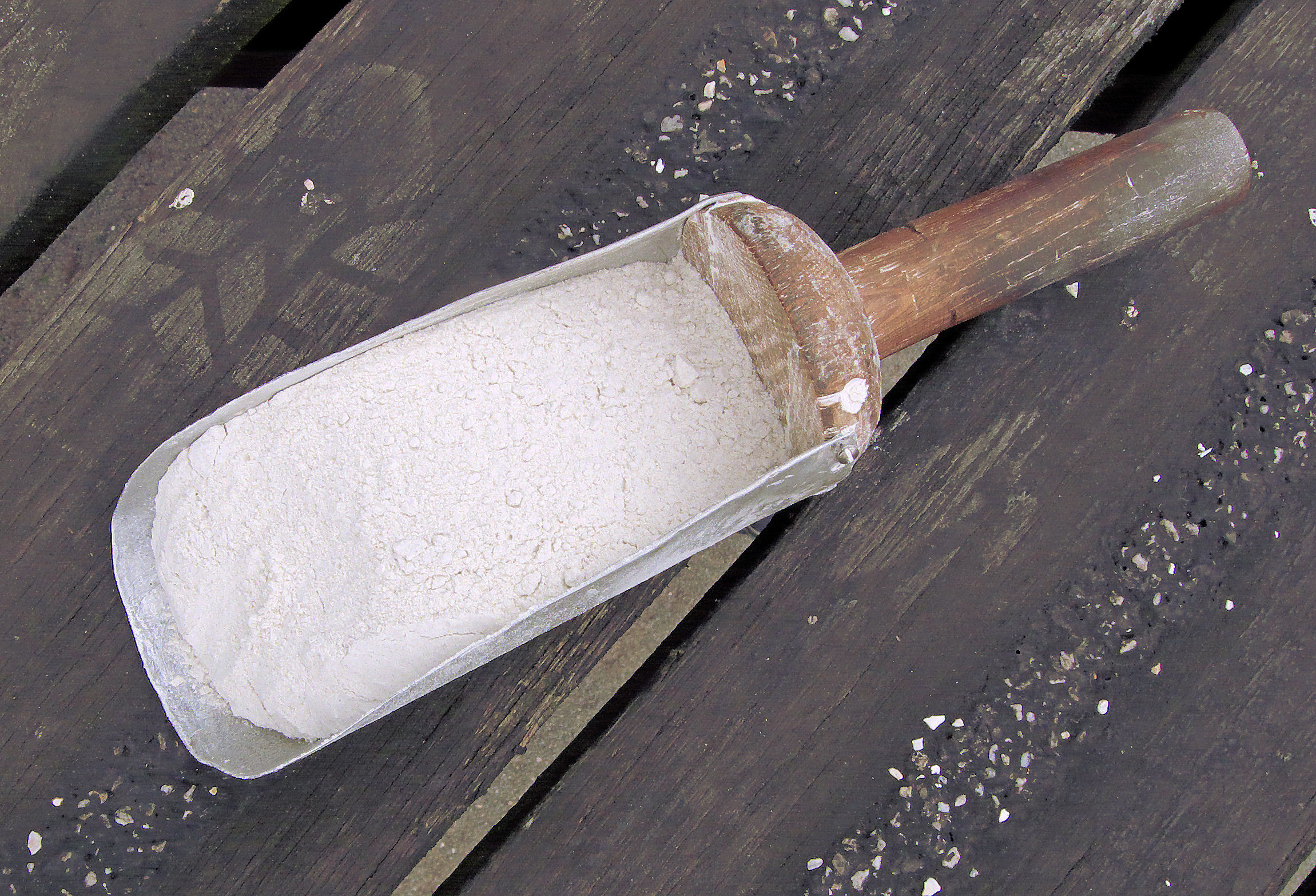
Farine de sarrasin

La farine de sarrasin ou farine de blé noir est une poudre alimentaire au goût de noisette et à la saveur typée. Elle est obtenue en broyant et en moulant les graines de sarrasin commun Fagopyrum emarginatum.

## Mouture et qualités
Cette farine est produite par le broyage de grains de sarrasin commun. Sa mouture nécessite une attention particulière avec l'utilisation traditionnelle de meules en pierre ou autre technologie qui n’échauffe pas la farine afin d'en conserver ses propriétés.

### Assemblage
La farine de blé noir de Bretagne bénéficie d'un assemblage traditionnel particulier de plusieurs moutures successives des grains, tamisées par la bluterie dans un blutoir. Cet assemblage permet l'obtention d'une farine de sarrasin plus typée, plus colorée, plus ou moins foncée au goût plus ou moins prononcé.

## Intérêts nutritionnels

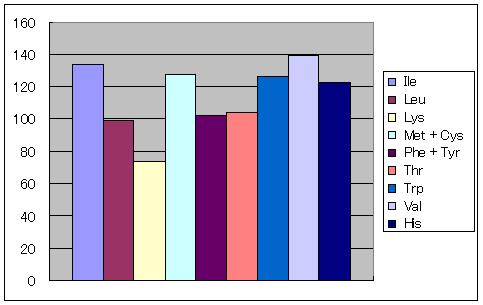
Taux de protéines végétales correspondant au 9 acides aminé essentiels présents dans la farine de sarrasin

Le sarrasin est une plante de la famille des Polygonacées. Ce n'est pas une céréale mais une pseudo-céréale. La farine de sarrasin ne contient pas de gluten et n'est donc pas panifiable d'où son utilisation en bouillies, galettes, nouilles ou chips.
Ses qualités nutritives sont principalement liées à la qualité de ses protéines végétales, avec 11,5 g de protéines pour 100g ; à l'instar des farines d'autres céréales, elle possède tous les (9) acides aminés essentiels, avec certes une proportion plus réduite en lysine. Afin de se diversifier des protéines animales complémentaires riches en lysine comme le poisson ou les oeufs, il suffit alors de l'associer durant le repas avec du fromage, ou encore avec un légume sec.
Selon certains bio nutritionnistes, la farine de sarrasin est trois fois plus riche en magnésium que la farine de blé complète tout en renfermant un antioxydant, la rutine qui possède des propriétés anti-inflammatoires,.

## Utilisation

### En France

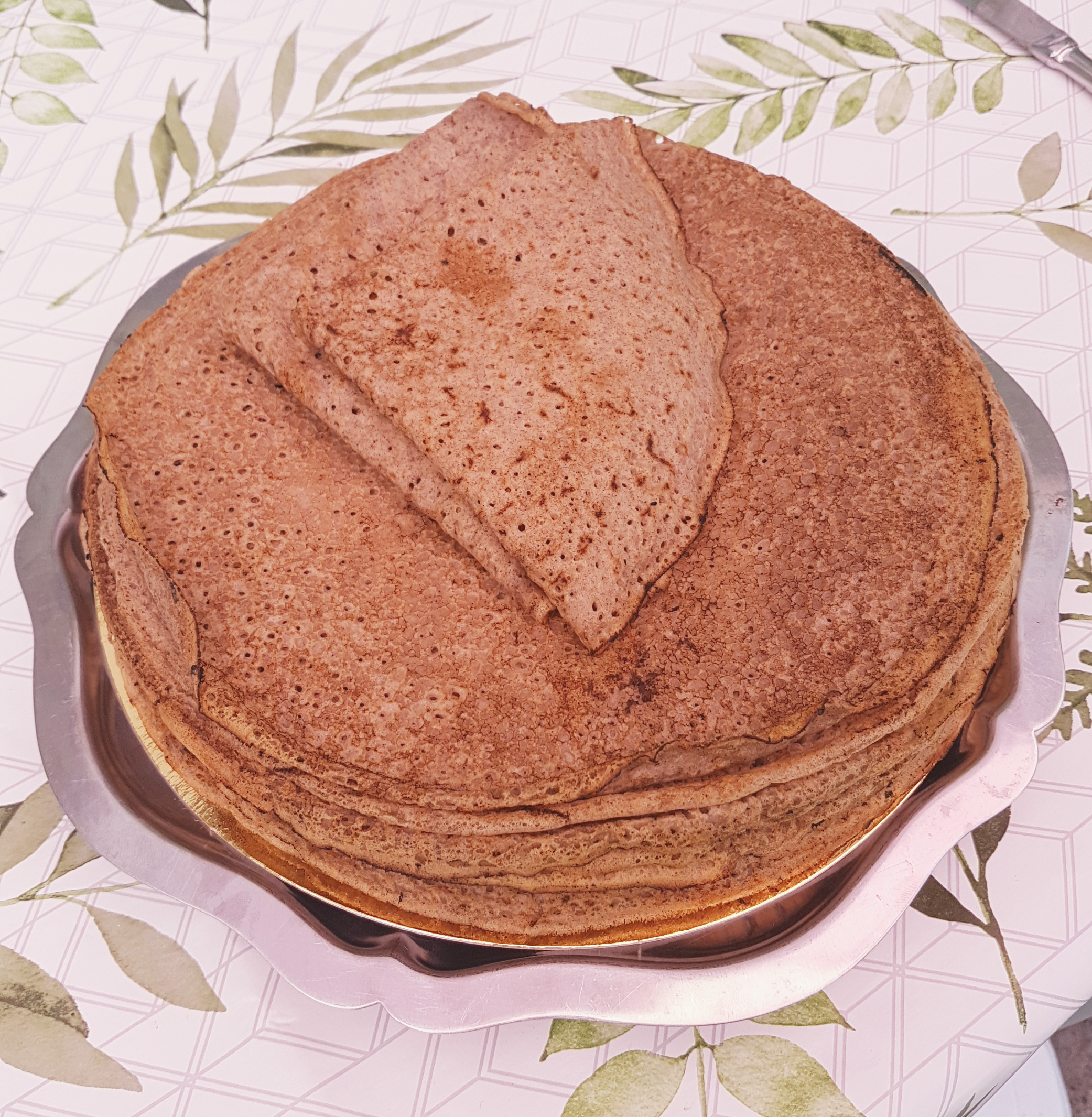
Une pile de bourriols natures.

Les bourriols, type de crêpes originaire du Cantal sont préparés avec de la farine de sarrasin.

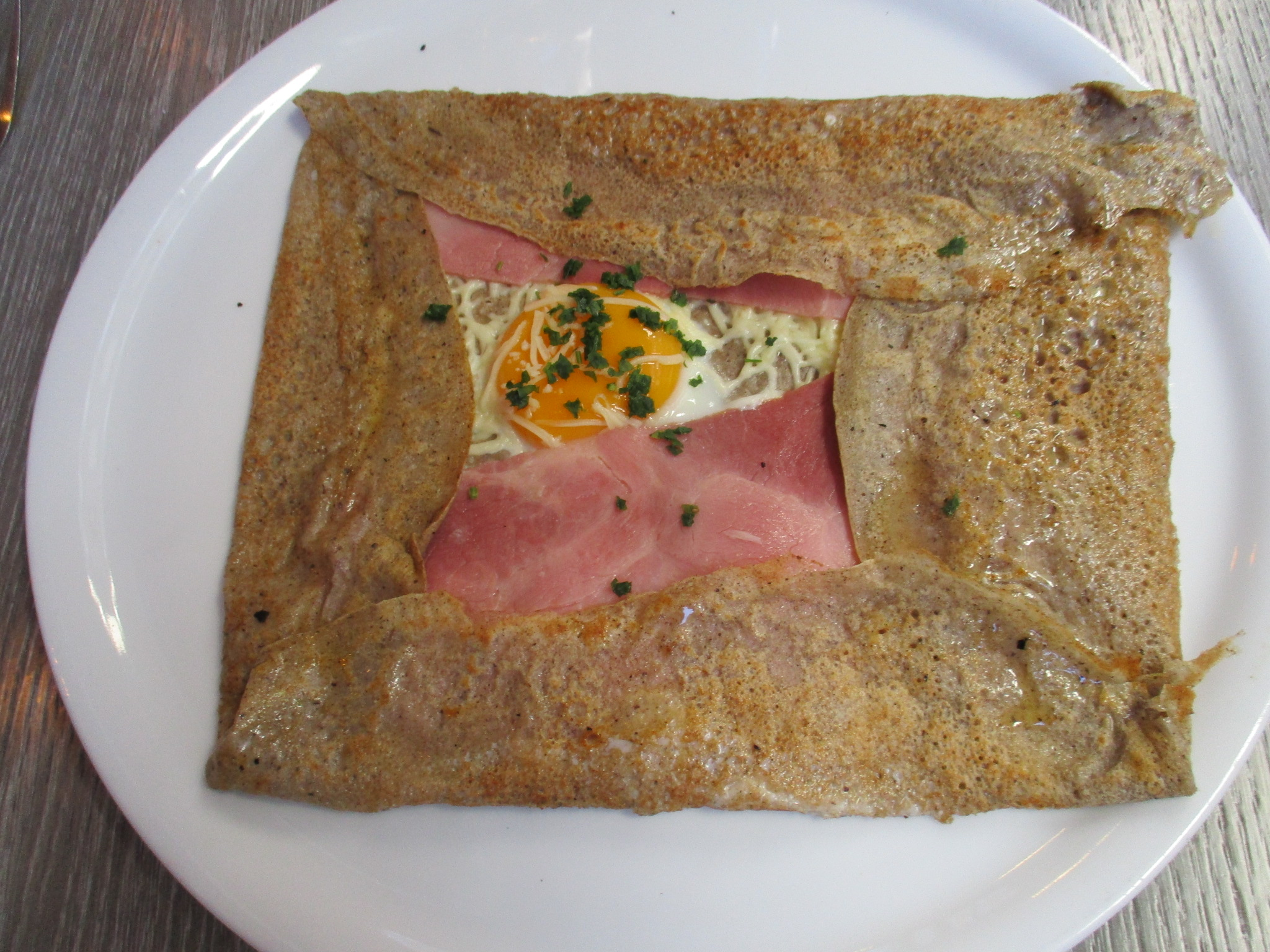
Galette de sarrasin (Haute-Bretagne) (galette complète, jambon, fromage râpé, œuf).

Les crêpes bretonnes en Basse-Bretagne ou galettes bretonnes en Haute-Bretagne sont préparées traditionnellement avec de la farine de blé noir de Bretagne.
En Corrèze, les tourtous se préparent avec de la farine de sarrasin.

### En Belgique
Les bouquettes traditionnellement préparées en région liégeoise entre Noël et la Chandeleur sont faites à base de farine de sarrasin.

### Au Japon
Les soba sont des nouilles traditionnelles japonaises fraîches ou sèches préparées à base de farine de sarrasin et d'eau.